# Leucandra crosslandi
Leucandra crosslandi är en svampdjursart som först beskrevs av Thacker 1908.  Leucandra crosslandi ingår i släktet Leucandra och familjen Grantiidae. Inga underarter finns listade i Catalogue of Life.